# Eugene Debs

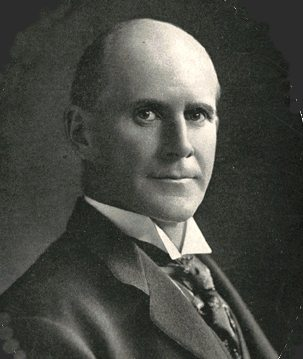
Eugene Debs (foto 1912).

Eugene Victor Debs (Terre Haute, Indiana, 5 november 1855 -  Elmhurst, Illinois, 20 oktober 1926), Amerikaans vakbondsman en politicus, was leider van de Socialist Party of America (SPA) en vijfmaal kandidaat voor het presidentschap van zijn land.
Debs was de zoon van immigranten uit de Elzas. Op veertienjarige leeftijd werd hij stoker op een trein. In 1875 werd hij actief in de broederschap van stokers, waarvan hij uiteindelijk secretaris-generaal zou worden. Uit ontevredenheid met de conservatieve instelling van deze organisatie trad Debs echter in 1893 uit om de eerste echte vakbond in de VS op te richten, de American Railway Union (ARU), die in april 1894 zijn eerste succesvolle staking organiseerde.
In de maand daarop brak de Pullman-staking uit, een aanvankelijk wilde staking waaraan de ARU vanaf juni steun verleende. Na ingrijpen van de federale overheid liep deze staking uit op een bloedbad en werden Debs en andere vakbondsleiders berecht wegens samenzwering. Tijdens zijn halfjaar gevangenschap las Debs Marx en werd hij socialist. In 1898 richtte hij mede de Social Democratic Party op, waarvoor hij in 1900 presidentskandidaat zou zijn. Deze partij ging drie jaar later op in de Socialist Party of America, waarvoor Debs nog viermaal het presidentschap probeerde te verwerven, in 1904, 1908, 1912 en 1920. Het meest succesvol was zijn poging in 1912, toen hij 6% van de stemmen behaalde.
Na een toespraak in juni 1918 waarin hij de Amerikaanse deelname aan de Eerste Wereldoorlog veroordeelde en jongemannen opriep zich te verzetten tegen de dienstplicht, werd Debs veroordeeld tot tien jaar gevangenisstraf wegens verraad. Hierdoor kon hij formeel niet deelnemen aan de verkiezingen van 1920, maar de SPA organiseerde een campagne voor Debs als write-in-kandidaat (waarbij kiezers zelf Debs' naam op het stembiljet schreven), die hem ruim 900.000 stemmen (3,4%) opleverde. Hij kwam vrij in 1921, nadat president Harding hem gratie had verleend. Debs had in de gevangenis ernstige gezondheidsproblemen ontwikkeld en stierf in 1926 aan een hartkwaal.
- Bibsys: 98033868
- Bibliothèque nationale de France: cb119433812 (data)
- Catàleg d'autoritats de noms i títols de Catalunya: 981058524534106706
- CiNii: DA05566166
- Gemeinsame Normdatei: 119151499
- International Standard Name Identifier: 0000 0001 1060 5386
- Library of Congress Control Number: n50040439
- Nationale Bibliotheek van Letland: 000171092
- MusicBrainz: 640474ba-4ac5-4cb1-8e34-08c909a0557e
- National Archives and Records Administration: 10580923
- Nationale Bibliotheek van Tsjechië: skuk0000300
- Nationale bibliotheek van Australië: 35034484
- Nationale Bibliotheek van Israël: 987007273679705171
- Nationale en Universitaire bibliotheek Zagreb: 000730778
- Nederlandse Thesaurus van Auteursnamen: 143286552
- LIBRIS: 137463
- SNAC: w60d5k54
- Système universitaire de documentation: 027379337
- Trove: 806963
- Virtual International Authority File: 46769189
- WorldCat: E39PBJy4jMhYHgRXQhkvQxPG73